# Prionocidaris australis
Espèce
Synonymes
- Stephanocidaris bispinosa Agassiz, 1872[2]

Prionocidaris australis est une espèce d'oursins de la famille des cidaridés, que l'on trouve dans le bassin Indo-pacifique.

## Description
C'est un oursin régulier de taille moyenne, dont le test (coquille) mesure 7 cm de diamètre maximum. Il se caractérise par ses radioles (piquants) peu nombreuses, mais particulièrement longues (pouvant dépasser le double du diamètre du test), épaisses et robustes ; elles sont de forme aplatie (surtout vers la base) et barbelées de denticules sur toute leur longueur, notamment sur le tranchant des hampes. Les jeunes radioles sont roses rayées de pourpre (mais parfois vertes) ; les plus anciennes sont le plus souvent recouvertes d'algues et d'épibiontes leur donnant en général une teinte grisâtre, mais quand elles sont propres elles apparaissent annelées de rouge et de crème ou de rose. Le test est couvert de radioles secondaires rougeâtres, courtes et en forme d'écailles, protégeant notamment la base des radioles primaires ; le corps est souvent rose, orangé ou rouge foncé.
Cette espèce ressemble énormément à Chondrocidaris gigantea, qui n'a cependant pas les radioles aplaties. Il peut aussi être confondu avec les autres espèces de Prionocidaris comme Prionocidaris baculosa, mais ne partage pas la même aire de répartition.

## Habitat et répartition
Cet oursin très rare se rencontre sur la Grande Barrière de corail australienne, ainsi qu'au sud-ouest de la Nouvelle-Calédonie.
Il se rencontre sur les fonds sédimentaires riches en algues calcaires ou en foraminifères, parfois à proximité des passes, à partir de 45 m de profondeur.

## Écologie et comportement
Ce sont des oursins cryptiques, rarement observés. Leur régime semble très omnivore : algues, corallinales, éponges, foraminifères, débris, charognes… Ils broutent le substrat situé en dessous d'eux avec leur puissant appareil masticateur (appelé « Lanterne d'Aristote »), placé au centre de la face orale.
La reproduction est gonochorique, et mâles et femelles relâchent leurs gamètes en même temps en pleine eau, où œufs puis larves vont évoluer parmi le plancton pendant quelques semaines avant de se fixer.

## Prionocidaris australiset l'Homme
Comme cette espèce est assez rare et vit en profondeur, elle n'est généralement rencontrée que par les plongeurs expérimentés.
Ses impressionnantes radioles n'étant pas pointues, elle ne représente aucun danger.